# May Sabai Phyu
May Sabai Phyu est une activiste de l'État Kachin en Birmanie. Elle agit pour la défense des droits de l'homme, la liberté d'expression, la paix, la justice envers les minorités birmanes, contre les violences commises au Kachin, mais aussi celles commises contre les femmes et pour la promotion de l'égalité des sexes. Elle reçoit, en 2015, le prix international de la femme de courage. 